# 保护野生动物迁徙物种公约
《保护野生动物迁徙物种公约》（Convention on the Conservation of Migratory Species of Wild Animals Convention on Migratory Species；縮寫：CMS），又稱《波恩公約》、《波昂公約》、《迁徙物种公约》，是一個旨在保護遷徙的野生動物（包含各種陸生、海生動物及鳥類）的國際公約，公约秘书处设在德国波恩，由联合国环境规划署管理。该公约认定各成员国是该国分布或通过其领土迁徙、洄游物种的保护主体。
1979年，該公約簽署於德國波恩，1983年正式生效。該公約每三年舉行一次大會，常務委員會則每隔一年舉辦一次，日常行政事務由秘書處處理。
公约有两个附录：附录一列出了需要缔约方保护的濒危迁徙物种，附录二列出了需要国际合作保护的迁徙物种。

## 外部連接
- 公约官网 （页面存档备份，存于）
- 公约中文版 （页面存档备份，存于）
- Bonn Convention – Appendices I and II
- Ratifications （页面存档备份，存于）.